# Шанац (Крушевац)
Шанац је насељено место града Крушевца у Расинском округу. Према попису из 2022. било је 849 становника (према попису из 1991. било је 1285 становника).

## Порекло имена
Име Шанац, село је добило по шанчевима који се налазе на брду изнад села, а који су служили за одбрану од најезде Турака.

## Историја
До Другог српског устанка Шанац се налазио у саставу Османског царства. Након Другог српског устанка Шанац улази у састав Кнежевине Србије и административно је припадао Јагодинској нахији и Темнићској кнежини
све до 1834. године када је Србија подељена на сердарства.

## Географија села
Село се налази између реке са једне и брда са друге стране, тако да постје услови за лов и риболов. У селу се налази истурено одељење школе Драгослав Цекић коју похађају ђаци до четвртог разреда, док старији ђаци настављају школовање у оближњем селу Јасика удаљеном шест километара, где је матична школа. Село се налази на путу Крушевац-Варварин. Град Крушевац, коме село припада, се налази на раскршћу неколико туристичких центара у Србији, као што су: Врњачка Бања (30 км), Копаоник (50 км), Рибарска Бања (20 км) и Јастребац (10 км). На приближно истој удаљености само у другом смеру је варошица Варварин, место које и данас живи у прошлости од вашара до вашара, мир мештана ремети само прилив мештана који се налазе на привременом раду у иностранству у летњем периоду.

## Демографија
У насељу Шанац живи 979 пунолетних становника, а просечна старост становништва износи 44,8 година (43,8 код мушкараца и 45,8 код жена). У насељу има 298 домаћинстава, а просечан број чланова по домаћинству је 3,87.
Ово насеље је великим делом насељено Србима (према попису из 2002. године), а у последња три пописа, примећен је мањи пад у броју становника.
|  |

| Демографија | Демографија | Демографија |
| Година      | Становника  | Становника  |
| ----------- | ----------- | ----------- |
| 1948.       | 1.297       |             |
| 1953.       | 1.387       |             |
| 1961.       | 1.376       |             |
| 1971.       | 1.343       |             |
| 1981.       | 1.351       |             |
| 1991.       | 1.285       | 1.279       |
| 2002.       | 1.153       | 1.177       |

| Етнички састав према попису из 2002.‍ | Етнички састав према попису из 2002.‍ | Етнички састав према попису из 2002.‍ | Етнички састав према попису из 2002.‍ | Етнички састав према попису из 2002.‍ |
| ------------------------------------ | ------------------------------------ | ------------------------------------ | ------------------------------------ | ------------------------------------ |
|                                      |                                      |                                      |                                      |                                      |
| Срби                                 | Срби                                 |                                      | 1.132                                | 98,17%                               |
| Роми                                 | Роми                                 |                                      | 19                                   | 1,64%                                |
| непознато                            | непознато                            |                                      | 2                                    | 0,17%                                |

| Шанац у пописима Јагодинске нахије — од 1818. до 1829.                            |       |       |       |       |       |       |          |       |       |       |       |       |
| Година пописа                                                                     | 1818. | 1819. | 1820. | 1821. | 1822. | 1823. | 1824/25. | 1825. | 1826. | 1827. | 1828. | 1829. |
| Куће                                                                              | 35    | 35    | 33    | 35    | 34    | 39    | 40       | 40    | 42    | 43    | 47    | 46    |
| Пореске главе*                                                                    | -     | 44    | 47    | 45    | 43    | 46    | 47       | 49    | 47    | 47    | 55    | 52    |
| Арачке главе**                                                                    | 79    | 82    | 87    | 81    | 84    | 85    | 107      | 126   | 113   | 114   | 127   | 127   |
| *Пореске главе = Ожењени мушкарци \| ** Арачке главе = Мушкарци од 7 до 70 година |       |       |       |       |       |       |          |       |       |       |       |       |

| Година пописа     | 1948. | 1953. | 1961. | 1971. | 1981. | 1991. | 2002. |
| ----------------- | ----- | ----- | ----- | ----- | ----- | ----- | ----- |
| Број домаћинстава | 263   | 278   | 296   | 294   | 303   | 290   | 298   |

| Број чланова      | 1  | 2  | 3  | 4  | 5  | 6  | 7  | 8  | 9 | 10 и више | Просек |
| ----------------- | -- | -- | -- | -- | -- | -- | -- | -- | - | --------- | ------ |
| Број домаћинстава | 40 | 51 | 47 | 40 | 41 | 58 | 11 | 10 | 0 | 0         | 3,87   |

| Пол    | Укупно | Неожењен/Неудата | Ожењен/Удата | Удовац/Удовица | Разведен/Разведена | Непознато |
| ------ | ------ | ---------------- | ------------ | -------------- | ------------------ | --------- |
| Мушки  | 494    | 101              | 339          | 41             | 12                 | 1         |
| Женски | 512    | 75               | 341          | 84             | 12                 | 0         |
| УКУПНО | 1.006  | 176              | 680          | 125            | 24                 | 1         |

| Пол    | Укупно                    | Пољопривреда, лов и шумарство | Рибарство                            | Вађење руде и камена | Прерађивачка индустрија       |
| ------ | ------------------------- | ----------------------------- | ------------------------------------ | -------------------- | ----------------------------- |
| Мушки  | 243                       | 29                            | 0                                    | 1                    | 108                           |
| Женски | 93                        | 16                            | 0                                    | 0                    | 27                            |
| УКУПНО | 336                       | 45                            | 0                                    | 1                    | 135                           |
| Пол    | Производња и снабдевање   | Грађевинарство                | Трговина                             | Хотели и ресторани   | Саобраћај, складиштење и везе |
| Мушки  | 6                         | 14                            | 39                                   | 10                   | 14                            |
| Женски | 0                         | 0                             | 22                                   | 2                    | 5                             |
| УКУПНО | 6                         | 14                            | 61                                   | 12                   | 19                            |
| Пол    | Финансијско посредовање   | Некретнине                    | Државна управа и одбрана             | Образовање           | Здравствени и социјални рад   |
| Мушки  | 1                         | 0                             | 7                                    | 4                    | 1                             |
| Женски | 0                         | 0                             | 2                                    | 7                    | 9                             |
| УКУПНО | 1                         | 0                             | 9                                    | 11                   | 10                            |
| Пол    | Остале услужне активности | Приватна домаћинства          | Екстериторијалне организације и тела | Непознато            | Непознато                     |
| Мушки  | 6                         | 0                             | 0                                    | 3                    | 3                             |
| Женски | 2                         | 0                             | 0                                    | 1                    | 1                             |
| УКУПНО | 8                         | 0                             | 0                                    | 4                    | 4                             |

Према пореклу ондашње становништво Шанца из 1905. године, може се овако распоредити:
- Староседеоца има 5 породице са 48 куће.
- Косовско-метохијских досељеника има 2 породице са 35 куће.
- Из околине Врања има 2 породице са 17 куће.
- Из околине Ниша има 1 породица са 16 куће.
- Породица непознате старине има 10 куће. (подаци датирају из 1905. године)[5]